# Homolotropus taylori
Homolotropus taylori är en skalbaggsart som beskrevs av Britton 1970. Homolotropus taylori ingår i släktet Homolotropus och familjen Melolonthidae. Inga underarter finns listade i Catalogue of Life.